# دانيل نيكلسون
دانيل نيكلسون (بالإنجليزية: Danell Nicholson)‏ مواليد 15 نوفمبر 1967 في شيكاغو، هو ملاكم أمريكي يصنف ضمن فئة الوزن الثقيل. شارك في دورة الألعاب الأولمبية الصيفية سنة 1992.

## المسيرة الاحترافية
من نزالاته:
- خسر أمام فلاديمير كليتشكو بالضربة الفنية القاضية (2003/12/20).
- خسر أمام كيرك جونسون (1996/08/23).
- خسر أمام أندرو جولوتا بالضربة الفنية القاضية (1996/03/15).

## إحصائيات
خاض خلال مسيرته 47 نزالا، فاز في 42 ولم يتعادل وخسر في 5. فاز بالضربة القاضية في 32 نزالا.

## روابط خارجية
- دانيل نيكلسون على موقع بوكس ريك (الإنجليزية) (registration required)
- دانيل نيكلسون على موقع أوليمبيديا (الإنجليزية)